# Vitronaclia magdalene
Vitronaclia magdalene är en fjärilsart som beskrevs av Charles Oberthür 1893. Vitronaclia magdalene ingår i släktet Vitronaclia och familjen björnspinnare. Inga underarter finns listade i Catalogue of Life.